# Treets
Treets est une marque commerciale de confiseries. Lancée en 1955, la confiserie se compose d'une cacahuète enrobée de chocolat et recouverte de sucre glace. Présente dans différents pays d'Europe occidentale, la marque, alors détenue par le groupe Mars, disparaît en 1986 pour des raisons marketing au profit de la marque mondiale M&M's. Elle est relancée sur le marché européen en 2018 par son nouveau propriétaire, le groupe allemand Katjes International

## Histoire
La marque est créée en 1955 et exploitée dès les années 1960 au Royaume-Uni.
En 1986, Mars décide de ne plus exploiter Treets — présente alors en Allemagne, France, Belgique, Suisse, Italie, au Royaume-Uni et aux Pays-Bas — au profit d'une généralisation de sa marque mondiale M&M's, une confiserie proche mais dont l'enrobage n'est pas uniquement au chocolat.

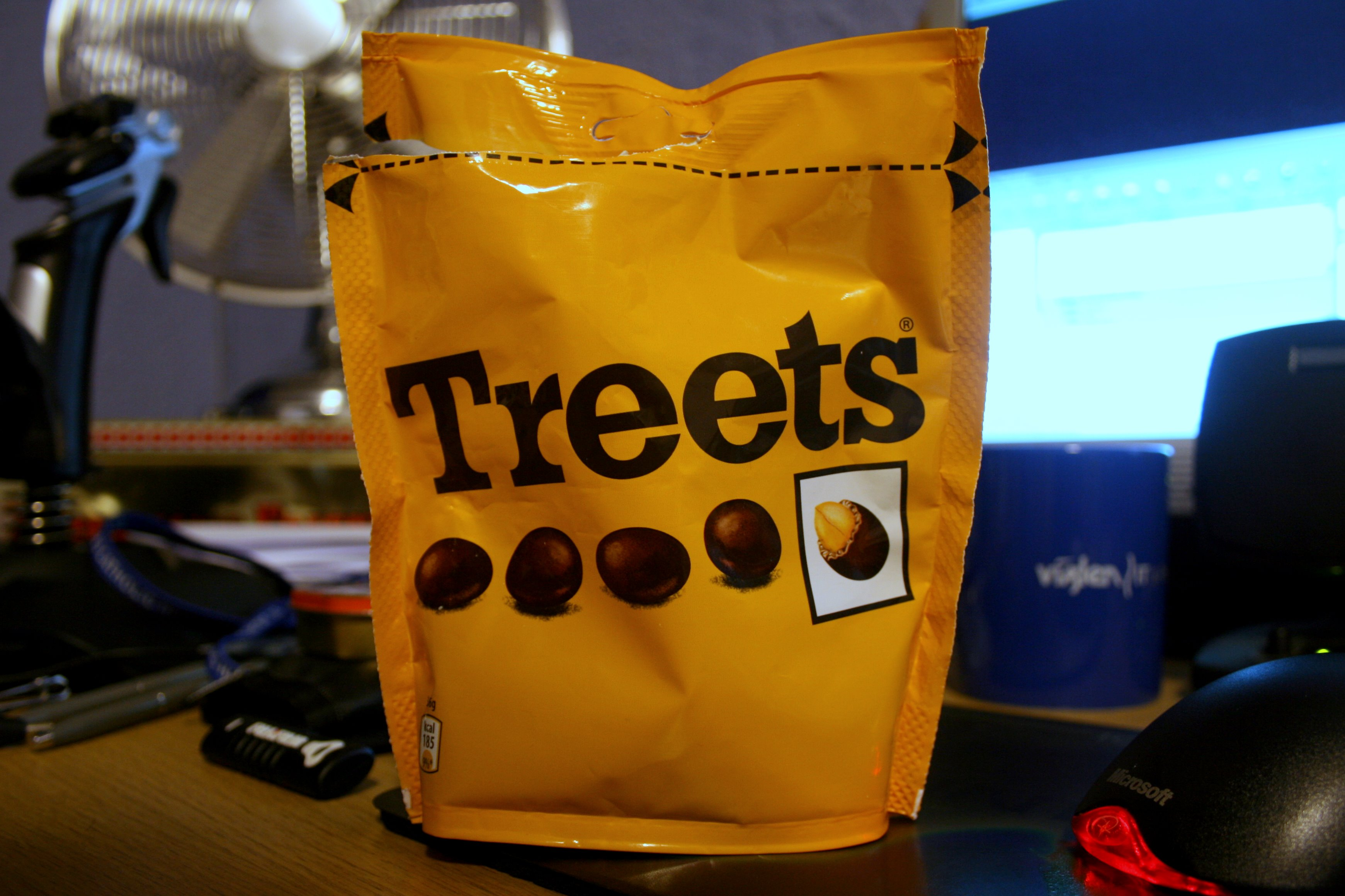

En 2009, Mars mène une opération commerciale en France, Allemagne et au Royaume-Uni en commercialisant ponctuellement à nouveau des Treets.
Dans les années 2010, le groupe Mars ne renouvelle plus ses droits de propriété sur la marque et en 2016, le groupe allemand Katjes International s'en empare en déposant à nouveau la marque Treets qui n'était alors plus protégée, et crée  « The Peanut Company ». La gamme Treets The Peanut Company comprend plusieurs produits à base de cacahuète, chocolat, et beurre de cacahuète ; les recettes sont garanties sans dioxyde de titane et sont fabriquées avec du cacao équitable.
Lutti assure le lancement marketing et la distribution pour la France, la production étant faite par une autre entité du groupe Katjes, la chocolaterie Piasten à Forchheim en Bavière.